# Universal Soldier (videogioco)
Universal Soldier è un videogioco a piattaforme e sparatutto pubblicato nel 1992 per Game Boy e Mega Drive dalla Accolade. L'ambientazione è tratta con licenza dal film I nuovi eroi (Universal Soldier), ma si tratta di una conversione del gioco di successo per home computer Turrican II: The Final Fight, modificato soprattutto dal punto di vista estetico per adattarsi al film. Capacità e armamenti del protagonista sono praticamente gli stessi, ma non sono presenti i pochi livelli sparatutto a scorrimento con velivolo di Turrican II, qui sostituiti con nuovi livelli a piattaforme. Una versione per SNES venne praticamente completata, ma non giunse mai alla pubblicazione ufficiale.